# X lunaire

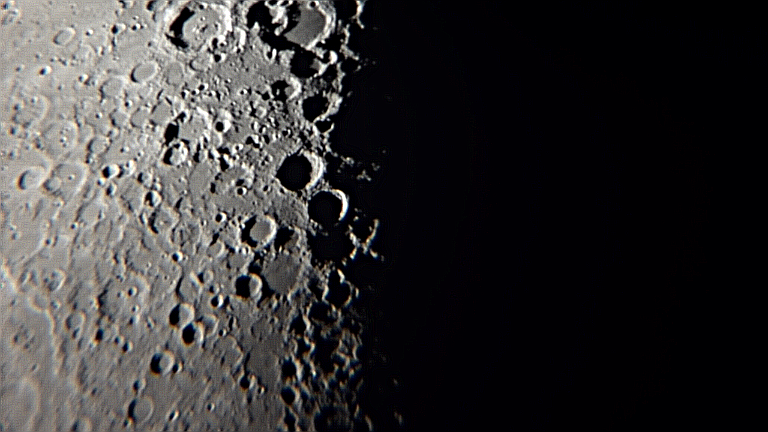
Formation du X lunaire.

Le X lunaire, aussi connu sous le nom X de Werner (ce phénomène se produisant près du cratère Werner), est un effet de clair-obscur créé sur la Lune par l'illumination rasante de la région des cratères Blanchinus, La Caille et Purbach par le Soleil qui fait apparaître leurs sommets illuminés sous la forme de la lettre X.

## Description
Ce phénomène ponctuel, observable aux jumelles et au télescope un peu au-delà du terminateur, se produit une vingtaine d'heures avant le premier quartier (mais il n'est pas observable à tous les premiers quartiers) et dure environ 4 heures.

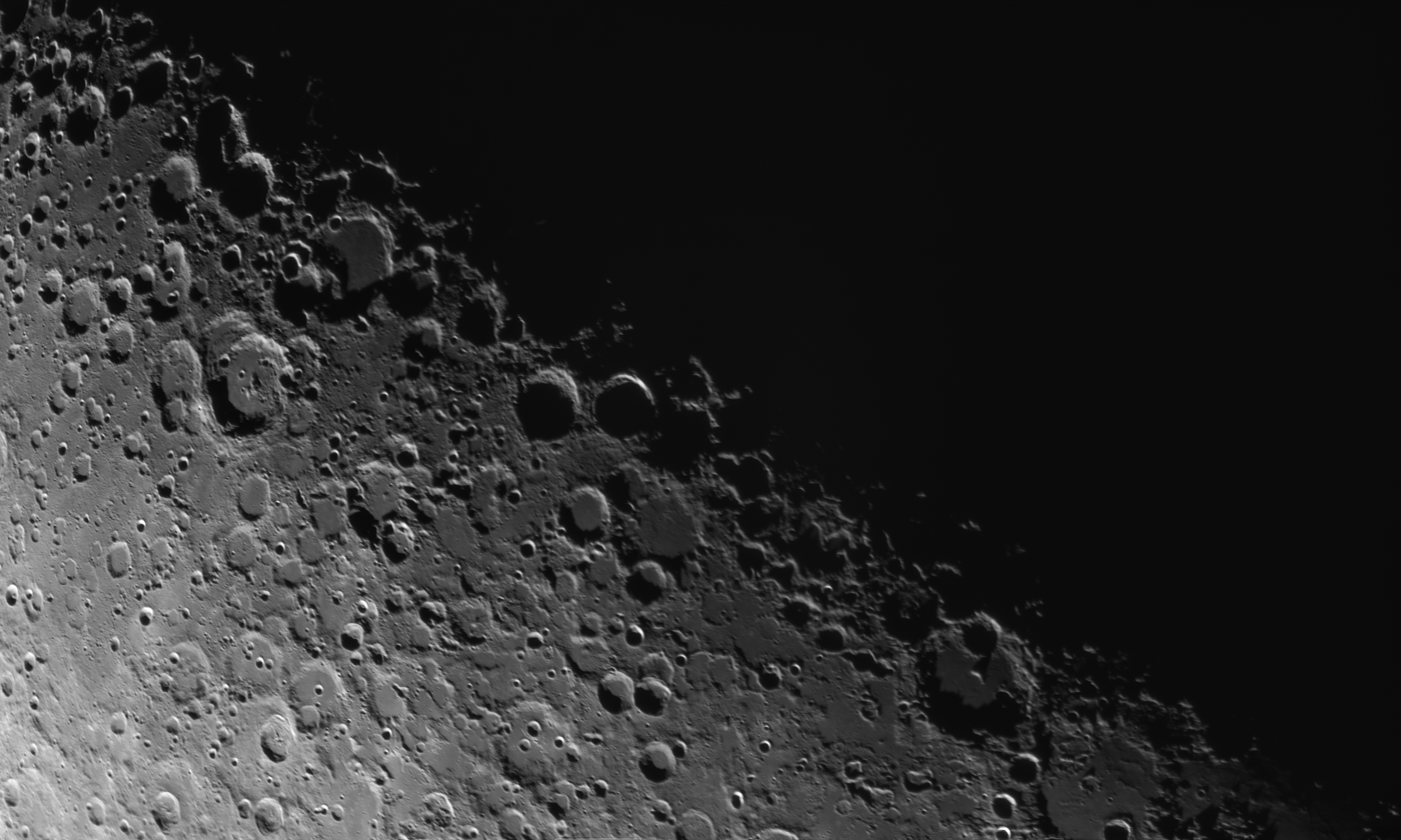
Le X Lunaire formé par le cratère Werner.

À proximité du X est également visible un V lunaire, formé par le cratère Ukert (en) et plusieurs autres petits cratères.

### Sources
- (en) Cet article est partiellement ou en totalité issu de l’article de Wikipédia en anglais intitulé « Lunar X » (voir la liste des auteurs).